# Cydia amplana
Cydia amplana es una especie de polilla del género Cydia, tribu Grapholitini, familia Tortricidae. Fue descrita científicamente por Hübner en 1799.
La envergadura es de unos 16–20 milímetros. Se distribuye por Europa.